# Le Maître (Augustin)
Pour les articles homonymes, voir Le Maître.
Le Maître (en latin De Magistro) est un texte écrit par le théologien chrétien et philosophe Augustin d'Hippone, vraisemblablement aux alentours de 388. Le dialogue implique deux partenaires : Augustin dans la posture de l'enseignant d'une part et son défunt fils Adéodat d'autre part. Par le questionnement de la valeur sémantique des signes dans le cadre de l'enseignement va alors se poser la réflexion des possibilités mêmes de la connaissance entre les hommes. Le but est bien dans cette perspective de savoir la juste place des mots.

## Résumé
À la manière d'un dialogue platonicien, le De Magistro instaure une discussion fictive propice à une réflexion argumentée par les deux protagonistes. Un exercice de questions-réponses glissant peu à peu vers la conversation véritable. Le dialogue est d'un seul tenant ici toutefois. Proposer un découpage de ce dernier s'est à ce titre avéré être sujet de débats nombreux. 

### Le but du langage
On peut ainsi considérer que des paragraphes 1 à 37 le dialogue porte prioritairement sur la notion de langage. Ainsi les paragraphes I et 2 s'attardent-ils sur les buts du langage : il permet l'enseignement aux hommes en désignant les choses enseignées par le Christ. Il y a pour Augustin un langage intérieur qui a valeur de remémoration de ces choses, les mots ne sont alors que des signes propices à cette remémoration : « facit venire in mentem res ipsas quarum signa sunt verba ».
Des paragraphes 3 à 30 Augustin va développer l'idée qu'on ne peut prétendre enseigner sans les signes, sans les mots. Si les mots ne désignent pas systématiquement des choses (les cas de « si » et « nihil » sont avancés), peut-on pour autant montrer sans signes ? La réponse est négative ; en revanche Augustin et Adéodat parviennent à la conclusion que l'enseignement diffère de l'acte de parler comme de signifier. Le langage se signifiant lui-même puisqu'il est un signe.
Enfin, des paragraphes 31 à 37 c'est bien l'incapacité des signes à enseigner qui va être démontrée. Après avoir résumé les acquis survient le doute. En effet, lorsqu'un signe nous est donné, on ignore spécifiquement ce dont il est le signe et à ce titre il ne peut donc y avoir d'enseignement. Inversement si je sais ce dont il est le signe alors il ne m'apprend rien, ce qui rend là encore tout enseignement caduc : « nihil … quod per sua signa discatur ». Au mieux nous apprenons la valeur du mot ; or sa signification n'est pas la chose signifiée. Le langage n'est pas pour autant caduc, il est réévalué : les mots avertissent mais ne montrent pas les choses mêmes.

### La Vérité recherchée
La thèse est ainsi énoncée au paragraphe 38, nous comprenons en consultant non pas la parole mais bien la Vérité intérieure, qui préside à l'esprit : le Christ habite en l'homme intérieur. Ainsi les mots n'ont pas toujours la signification voulue, parfois vecteurs de quiproquo (paragraphe 43), ils peuvent être mal entendus également (paragraphe 44) ; ils sont faillibles. 
C'est alors la posture du « maître » qui est à revoir, ce dernier enseigne non pas ses propres pensées mais les disciplines qui examinent la vérité de ce qui a été dit (paragraphe 45). Cet examen ne se fera qu'à la lumière de la Vérité intérieure, vérité provoquée par l'avertissement que constituent les mots. 
Ainsi la conclusion au paragraphe 46 n'est pas une destruction ni même une destitution du langage, mais bien une invitation à reconsidérer la valeur de ce dernier en privilégiant la compréhension des mots plutôt qu'une croyance aveugle en ces derniers. Dès lors, Adéodat déclare que c'est bien par l'avertissement des mots d'Augustin qu'il a pu apprendre que ce derniers sont un avertissement et que seule la vérité de ce qui est dit est capable d'enseigner. En ce sens, le De Magistro est une réflexion en constante construction.

## Le paradoxe des signes
En posant la question de la signification des mots, c'est les possibilités mêmes du langage et ses limites qui ouvrent la discussion. Le but du langage est d'enseigner, car rien ne s'enseigne sans signe. Mais paradoxalement on constate que les signes n'enseignent rien. Les mots ne doivent pas enseigner des idées ou transmettre des pensées, ils doivent enseigner la discipline. Le langage n'est donc pas tant un moyen qu'un lieu de possibilité, un moyen d'avertir. Le signe (signa) n'est pas le signifié (significabilia). 
Goulven Madec résume ce qu'il nomme le « paradoxe tactique » de la manière suivante : «  Le De magistro n’est pas un Dialogue sur l’impossibilité du dialogue, pas plus que sur l’impossibilité de l’enseignement, mais bien sur leurs conditions de possibilité. » 

## "Le maître intérieur"
Le Christ est annoncé comme seul maître de vérité. Augustin fait référence à un monde intérieur (résumé dans le Retractationes). Augustin pose ainsi un triumvirat, une relation triangulaire comme écho à la Trinité : Vérité – Verbe- Esprit. La relation par le langage n'est pas horizontale. Il y a une spiritualité du langage, il réveille nos idées communes. 

## Quelle lecture pourLe Maître?
Si le De Magistro pose la relation père/fils et maître/élève, la conclusion du dialogue transcende toutefois ces rapports par une relation enfants de Dieu / esprit de Dieu. A ce titre le dialogue offre aussi bien la possibilité d'une lecture strictement pédagogique qu'une analyse des incorporels L'expression de la vérité et sa transmission apparente sont toutefois bien le cœur de cette réflexion.